# 北京市保障性住房建设投资中心
北京市保障性住房建设投资中心（简称：保障房中心）成立于2011年6月，北京市人民政府国有资产监督管理委员会下属的国有企业，成立时一次性注资100亿元。企业发展目标为“政府支持、市场化运作、可持续发展”，主要功能为公租房建设、棚改安置房建设。持有的公租房项目120个，房源近12.74万套。2019年，有全资、控股子公司14家，员工700余人。
保障房中心计划迁入北京城市副中心。《2021年北京城市副中心重大工程行动计划项目表》中的新开项目列有保障房中心总部项目，地上建设规模约3.7万平方米，建设内容为办公用房，为保障房中心总部搬迁办公场所。